# Anomobryum bulbiferum
Anomobryum bulbiferum är en bladmossart som beskrevs av Edwin Bunting Bartram 1942. Anomobryum bulbiferum ingår i släktet Anomobryum och familjen Bryaceae. Inga underarter finns listade i Catalogue of Life.